# دیوید آگیلوی
دیوید مکنزی اگیلوی (به انگلیسی: David Mackenzie Ogilvy) در ۲۳ ژوئن ۱۹۱۱ در بریتانیا متولد شد و در ۲۱ ژوئیه ۱۹۹۹ درگذشت. او در کنار بزرگانی مانند دکتر گالوپ (بنیانگذار موسسه گالوپ)، ریموند رابیکم و استنلی رزور از پیشگامان تبلیغات مدرن به شمار می‌رود. او در ابتدا برای موسسه گالوپ کار می‌کرده و در ادامه تصمیم می‌گیرد، شرکت تبلیغاتی خود را بنیانگذاری کند.

## شرح دوران کاری
دیوید مکنزی اگیلوی (به انگلیسی: David Mackenzie Ogilvy) در ۲۳ ژوئن ۱۹۱۱ در بریتانیا متولد شد و در ۲۱ ژوئیه ۱۹۹۹ درگذشت. او یک مدیر تبلیغاتی برجسته بود؛ تا جایی که به وی لقب پدر تبلیغات داده شد. در سال ۱۹۶۲ مجله تایم او را جادوگر تبلیغات معرفی نمود.
او تحصیلات خود را در کالج فتس در ادینبرگ شروع نمود و پس از آن به دانشگاه آکسفورد رفت ولی هیچ‌گاه تحصیلات خود را به اتمام نرسانید. پس از رها کردن آکسفورد به پاریس رفت و در آشپزخانه هتل مجستیک مشغول به کار شد. فشار و خستگی باعث شد به انگلستان برگردد و به فروش اجاق گاز، آن هم به صورت خانه به خانه بپردازد. در سال ۱۹۳۵ یک راهنما برای فروش اجاق گاز تهیه نمود که بعدها مجله معتبر فورچون آن را برترین راهنمای فروش تاریخ معرفی نمود.

### کار در موسسه گالوپ
در سال ۱۹۳۸ اگیلوی به ایالات متحده مهاجرت نمود و در شهر نیوجرسی با مؤسسه جرج گالاپ (بنیانگذار موسسه گالوپ) آشنا شد و در آنجا مشغول به کار شد. اگیلوی در بخش‌هایی از زندگینامه خود به تأثیر بسیار زیاد گالاپ در نحوه نگرش خود اشاره کرده‌است. دیوید اگیلوی در دوران جنگ جهانی دوم در سفارت انگلستان واقع در واشینگتن به عنوان جاسوس فعالیت داشت.

### تاسیس شرکت تبلیغاتی خودش
در سال ۱۹۴۸ به همراه ماثر پایه‌گذار شرکت تبلیغاتی شد که امروزه به عنوان شناخته شده‌ترین آژانس تبلیغات به حساب می‌آید. وی در بخش‌هایی از نامه‌ای که برای یکی از شرکای خود فرستاده در توصیف خود، چنین می نویسد:
- شخصی هست که
  - ۳۸ سال سن دارد، دانشگاه خود را رها کرده و اکنون به دنبال شغل است.
  - وی پیشتر آشپز، فروشنده، دیپلمات و کشاورز بوده‌است.
  - او هیچ چیزی از بازاریابی نمی‌داند و تاکنون هیچ شعار تبلیغاتی ننوشته است.
  - در سن ۳۸ سالگی ادعا می‌کند که به تبلیغات علاقه‌مند است و حاضر است برای این کار ۵۰۰۰ دلار دستمزد بگیرد.

همچنین اگیلوی در این نامه که ۳۳ سال بعد به یکی از شرکای آمریکایی خود فرستاده بود اشاره نموده است که شک ندارم هیچ آژانس آمریکایی او را استخدام نمی‌کند. با این حال سه سال بعد وی به مشهورترین تبلیغاتچی در دنیا تبدیل شده و دهمین آژانس بزرگ جهان را پایه‌گذاری نمود.

### ساختن امپراتوری تبلیغات
در ۲۰ سال اول آژانس، اگیلوی کارهای برادران لورر، جنرال فود و آمریکن اکسپرس را عهده‌دار بود. در کتاب بیوگرافی خود اشاره می‌کند که شک دارم کسی بتواند در این بازه زمانی کوتاه به این درجه از شهرت و موفقیت در عرصه تبلیغات برسد. در سال ۱۹۶۵ اگیلوی به ادغام آژانس خود با ماثر و کروثر اقدام نمود تا شرکتی چند ملیتی را بنیان‌گذاری کرده و به اولین آژانس تبلیغاتی دنیا تبدیل شدند.

### پایان عصر اگیلوی
در سال ۱۹۷۳ اگیلوی از پست مدیرعاملی بازنشسته شد و به توفو در فرانسه نقل مکان کرد. مکاتبات وی روز به روز با شرکت ادامه داشت تا اینکه در اوایل ۱۹۸۰ به عنوان مدیر عامل شرکت اگیلوی و ماثر در هندوستان دوباره مشغول به کار شد. همچنین وی به عنوان مدیر عامل در شعبه آلمان فعالیت داشت و دائماً بین فرانکفورت و توفو در رفت‌وآمد بود.
در سال ۱۹۸۹ گروه شرکت‌های اگیلوی توسط شرکت WPP که در حوزه بازاریابی و ارتباطات مشغول بود خریداری شد.
در سن ۷۵ سالگی روزنامه‌نگاری از اگیلوی پرسید: «آیا چیزی هست که هنوز بهش نرسیده باشی؟ چیزی هست که در آرزوی آن باشی؟»
دیوید اگیلوی پاسخ داد: «شوالیه بودن و داشتن خانواده‌ای پرجمعیت و بزرگ با ده بچه!» اگیلوی تنها یک فرزند به نام دیوید فارفیلد اگیلوی دارد که حاصل ازدواج اول وی می‌باشد. اگیلوی در طول حیات خود دو بار ازدواج نمود. وی یکبار در سال ۱۹۷۷ به عنوان چهره برتر تبلیغات در ایالات متحده انتخاب شد. همچنین در سال ۱۹۹۰ جایزه هنر و حرف را در فرانسه دریافت نمود. اگیلوی به عنوان چهره مشهور در تبلیغات باقی ماند و در کنار اسطوره‌هایی چون لئوبرنت، ویلیام برنباخ، تد بیتس و … برای همیشه جاودانه شد.
ایده اصلی اگیلوی در تبلیغات، تاکید بر ساختن تبلیغی بود که بتواند فروش را افزایش دهد. این عقیده بعداً از طرف بعضی آژانس‌های تبلیغاتی مانند اد ویک (AD Week) رد شد. آنها اعتقاد داشتند تبلیغاتی که فقط به قصد فروش باشد، خسته کننده و اعصاب خردکن می‌شود. در مقابل تبلیغات خلاق معرفی شد که جنبه‌های اغراق و شوخ طبعی و ابعاد احساسی بیشتری دارد.

## تالیفات
تاکنون بیش از ۴ جلد کتاب از دیوید اگیلوی به چاپ رسیده‌است؛ که پرفروش‌ترین و اولین کتابی که از وی به چاپ رسیده به نام «اعتراف‌های یک تبلیغاتچی» می‌باشد که تا پایان سال ۲۰۰۸ میلادی در سرتاسر دنیا بیش از یک میلیون نسخه به فروش رسیده‌است. همچنین رازهای تبلیغات، بیوگرافی از دیگر کتاب‌هایی است که از اگیلوی به چاپ رسیده‌است.
کتاب اعترافات یک تبلیغاتچی در سال ۱۹۶۲ منتشر شد و پس از مدت زمانی کوتاه به عنوان پرفروش‌ترین کتاب در حوزه تبلیغات شناخته شد. این کتاب تاکنون به ۱۴ زبان دنیا ترجمه شده و توانسته در سرتاسر دنیا به فروش میلیونی دست یابد. همچنین این کتاب به زبان فارسی نیز ترجمه شده‌است.